# Dipartimento di Océan
Il dipartimento di Océan è un dipartimento del Camerun nella Regione del Sud.

## Comuni
Il dipartimento è suddiviso in 7, comuni:
- Akom II
- Bipindi
- Campo
- Kribi
- Lolodorf
- Mvengue
- Niete